# UCLA 법학대학원
UCLA 법학대학원(University of California Los Angeles School of Law)은 미국 캘리포니아 대학교 로스앤젤레스의 법학전문대학원(law school)이다. 1949년에 개교하였으며 3년 J.D.(법무박사), 1년 LL.M.(법학석사), J.S.D.(법률과학박사) 학위과정을 제공한다. LA의 대표적인 부촌인 비버리힐스와 벨에어 인근에 위치하여 주변 환경과 치안이 좋은 편이다.
J.D. 과정은 연간 약 6,100명이 지원하며 약 300명이 입학한다. 2012년 가을에 입학한 J.D. 신입생들의 학부 GPA 25th/75th 퍼센타일은 3.58/3.89, 중간값은 3.78이었으며 LSAT 점수 25th/75th 퍼센타일은 164/169, 중간값은 168이었다. UCLA 법학대학원 JD 학생들의 변호사시험 합격률은 92.7%로 높은 편이다. 《U.S. 뉴스 & 월드 리포트》가 매년 발행하는 미국 로스쿨 순위에서 14위 또는 15위를 차지하는 편이다.
LL.M. 과정은 2019년을 기준으로 60여개 국에서 선발된 200명 내외가 입학하였는데, 그 중 한국인은 20명 가량이며 주로 대한민국 법원 및 검찰, 김앤장 및 광장을 비롯한 대형로펌, 행정부 출신이다. 한국, 중국 및 일본 LL.M. 학생들에게 미서부권 로스쿨의 인기가 높아지고 있어 입학경쟁률도 종전보다 높아지고 있는데, 미국 LLM-Guide에서는 인기순위 7위를 차지하고 있다.
UCLA 법학대학원의 주력분야는 Entertainment(방송, 연예 등) 및 IP(지식재산권)인데, 할리우드의 영화사 및 연예기획사, 게임회사 등으로 진출하는 졸업생도 많은 편이다. 최근 Human Rights(인권) 및 Tax(조세) 분야에도 꾸준히 투자하고 있다.

## 출신 인사
- 커스틴 질러브랜드 뉴욕주 연방 상원의원 2009-
- 제프 코헨 배우
- 로렌 우드랜드 배우
- 로웰 밀켄 사업가
- 알렉스 코진스키 제9연방항소법원 법관
- 킴 맥레인 워드로우 제9연방항소법원 법관 (히스패닉 여성으로서 연방항소법원 법관 최초 임용)
- 재클린 응구엔 제9연방항소법원 법관
- 커스틴 질리브랜드 상원의원
- 스테이시 스나이더 20세기폭스 CEO
- 박경신 고려대학교 법학전문대학원 교수

## 주요 간행물
- UCLA 로리뷰 (UCLA Law Review)

## 관련 문헌
- 미국 로스쿨 유학안내 , A.P.Seoul, 백산출판사, 2000.
- 미국 로스쿨 혼자서 가기(대화로 푸는 로스쿨 진학 안내서), 문봉섭, 서원, 2003.